# Liste deutscher Straßen und Plätze mit Namensgebern türkischer Herkunft oder Abstammung
Deutsche Straßen und Plätze mit Namensgebern türkischer Herkunft oder Abstammung sind in Deutschland eine Rarität, doch bedingt durch die Einwanderung aus der Türkei gibt es sie. Die nachfolgende Liste führt sie nach Städten sortiert auf.

## Nach Personen benannte Straßen und Plätze

### Bonn
- Saime-Genç-Ring, nach einem Opfer des Mordanschlags von Solingen (Lage).

### Bremen
- Mustafa-Karabacak-Platz, benannt nach Mustafa Karabacak. Er gründete die türkisch orientierte Mevlana-Moschee und war lange im Vorstand der Gemeinde. 2012 erhielt er das Bundesverdienstkreuz am Bande für sein „jahrzehntelanges Engagement um Integration und Verständigung“. Auch für Bremens Bürgermeister Andreas Bovenschulte war Karabacak ein „Brückenbauer zwischen den Kulturen“, wie der SPD-Politiker zu dessen Tod 2021 mitteilte (Lage).

### Dortmund
- Dr. Safiye Ali-Straße, benannt nach der ersten türkischen Ärztin Safiye Ali (Lage).

### Duisburg
- Fakir-Baykurt-Platz, benannt nach dem deutsch-türkischen Schriftsteller Fakir Baykurt. Der Platz liegt im Stadtteil Homberg am südlichen Ende der Schillerstraße (Lage).

### Frankfurt am Main
- Hülya-Platz, benannt nach Hülya Genç, Opfer des Mordanschlags von Solingen. Der kleine Platz befindet sich im Stadtteil Bockenheim zwischen Friesengasse und Kleiner Seestraße. Es ist der erste Platz, der an ein Opfer von Neonazis erinnert, nämlich an die am 29. Mai 1993 bei einem Brandanschlag in Solingen zusammen mit vier weiteren Opfern umgekommene 9-jährige Hülya Genç. Anlässlich einer Demonstration gegen Rechtsradikalismus wurde 1995 von einer Bürgerinitiative auf dem Platz eine mannsgroße Nachbildung der Skulptur Hammering Man aufgestellt und nach Diskussionen im Ortsbeirat vorerst dort belassen. Sie zeigte den Hammering Man, wie er mit dem Hammer auf ein Hakenkreuz einschlägt. Durch eine Kurbel konnte man die Bewegungen selbst ausführen. Dieser Mechanismus war immer wieder Opfer von Vandalismus. 2007 wurde das Denkmal von der Stadt Frankfurt entfernt (Lage).

### Hamburg

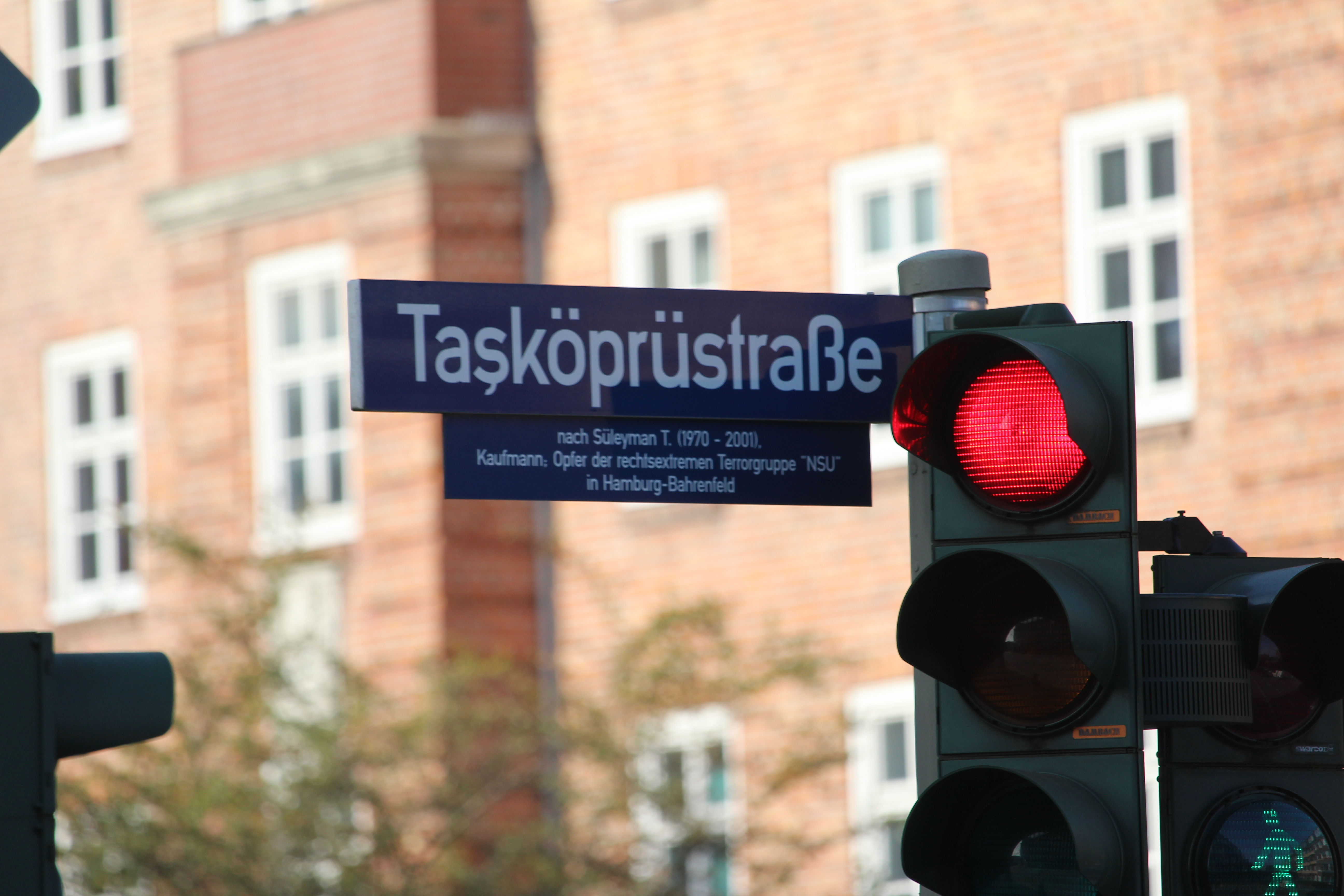
Taşköprüstraße in Hamburg-Bahrenfeld

- Dursun-Akçam-Ufer, benannt nach Dursun Akçam, einem Lehrer und Schriftsteller. Der Fußweg führt entlang des Veringkanal in Wilhelmsburg (Lage).
- Ramazan-Avci-Platz, benannt nach Ramazan Avcı, der dort von Angehörigen aus der rechtsextremen Skinheadszene getötet wurde. Der Platz liegt am S-Bahnhof Landwehr im Stadtteil Hohenfelde (Lage).
- Taşköprüstraße, benannt nach Süleyman Taşköprü, einem Opfer der rechtsextremen Terrorgruppe Nationalsozialistischer Untergrund. Die Straße in Bahrenfeld verläuft parallel zu der Straße, in der Taşköprü im Laden seines Vaters erschossen wurde (Lage).
- Muharrem-Acar-Brücke, benannt nach dem Einwanderer Muharrem Acar. Die Brücke überquert die Bahngleise am Bahnhof Hamburg-Wilhelmsburg (Lage).
- Yüksel-Mus-Platz, benannt nach einem Mitarbeiter der Straßenreinigung (Lage).[1]

### Hannover
- Hammet-und-Hassan-Weg, benannt nach zwei sogenannten Beutetürken, deren Grabsteine sich auf dem Neustädter Friedhof befinden (Lage).

### Jena
- Enver-Şimşek-Platz, benannt nach Enver Şimşek (1961–2000), dem Inhaber eines Blumenhandels, der als das erstes Opfer der Mordserie der terroristischen Vereinigung „Nationalsozialistischer Untergrund“ (NSU) gilt (Lage).

### Kassel

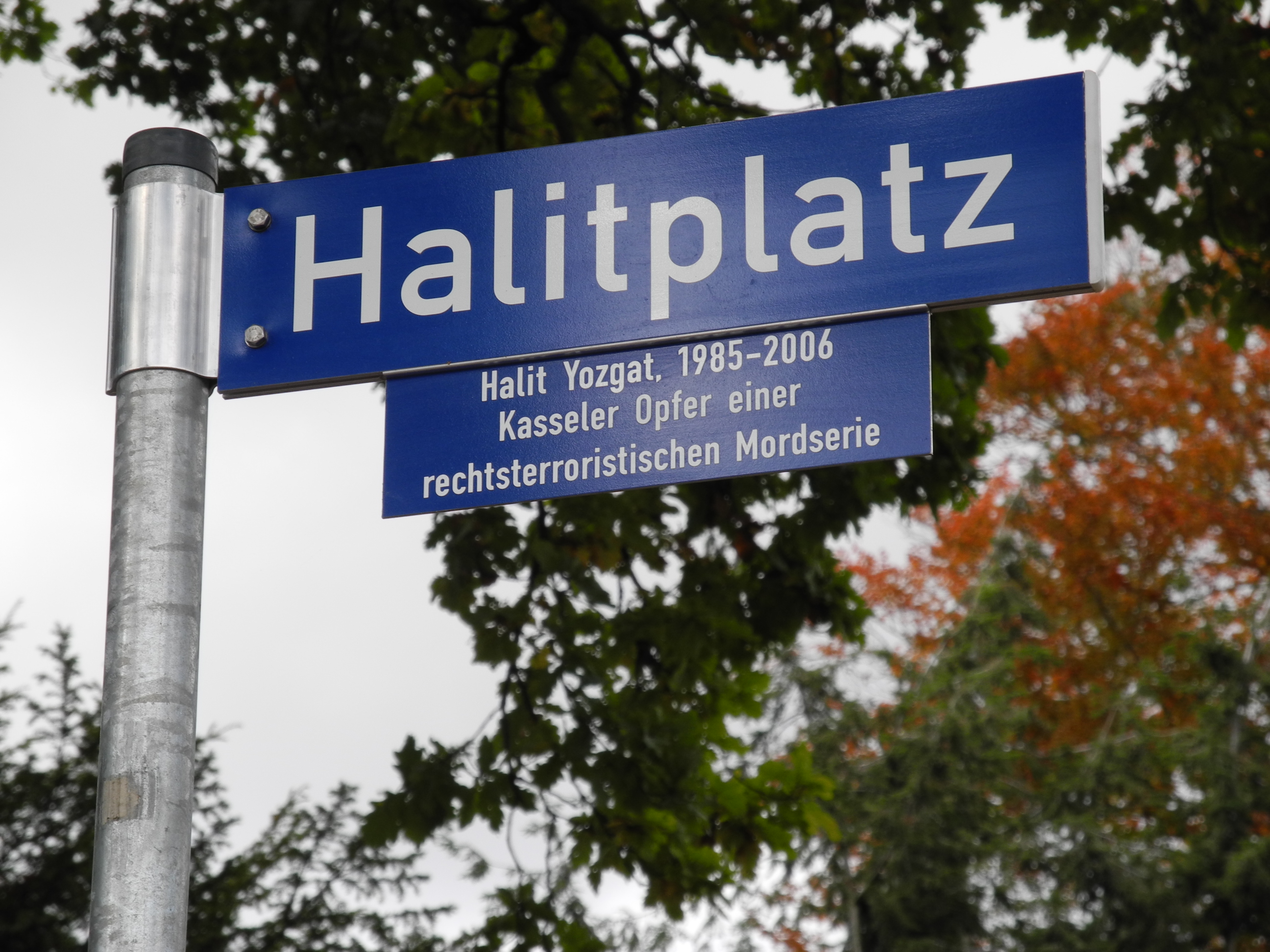
Halitplatz in Kassel

- Kemal-Altun-Platz, benannt nach dem politischen Flüchtling Cemal Kemal Altun. Der Platz liegt in der Kasseler Nordstadt am Einmündungsbereich der Gottschalkstraße in die Mombachstraße und erhielt seinen Namen 1988. Er liegt direkt vor den als Kulturzentrum genutzten Gebäuden des ehemaligen Schlachthofes (Lage).
- Der Halitplatz ist nach dem am 6. April 2006 von Neonazis ermordeten Kasseler Halit Yozgat benannt. Er liegt in der Nähe des Tatortes der Holländischen Straße 81 und wurde am 1. Oktober 2012 eingeweiht (Lage).

### Kiel
- Bahide-Arslan-Platz, benannt nach Bahide Arslan, Opfer des Brandanschlags von Mölln. Der Platz liegt im Stadtteil Gaarden-Ost etwa dort, wo die Wikingerstraße in die Kaiserstraße mündet, etwa 250 m südwestlich des Volksparks. Kiel-Gaarden ist ein stark durch Einwanderung geprägtes Stadtviertel der Landeshauptstadt Schleswig-Holsteins und gilt als multikulturelles Zentrum, aber auch als sozialer Brennpunkt (Lage).

### Köln
- Bahide-Arslan-Straße, benannt nach Bahide Arslan (vgl. Kiel, Bahide-Arslan-Platz). Die Straße liegt im Westen von Köln im Stadtteil Ossendorf und mündet in den Ossendorfer Weg (Lage).
- Timur-Iceliller-Weg, benannt nach dem bei einem Blitzschlag verstorbenen Fußballtrainer des SV Deutz 05 (Lage).

### Mölln
- Bahide-Arslan-Gang, benannt nach Bahide Arslan (vgl. Kiel, Bahide-Arslan-Platz). Der Fußweg verbindet die Innenstadt mit dem Kurpark (Lage).

### Nürnberg
- Enver-Şimşek-Platz, benannt nach Enver Şimşek (1961–2000), dem Inhaber eines Blumenhandels, der als das erstes Opfer der Mordserie der terroristischen Vereinigung „Nationalsozialistischer Untergrund“ (NSU) gilt. Der Platz liegt im Stadtteil Altenfurt, Moorenbrunn in etwa an der Stelle seiner Ermordung (Lage).[2]
- İsmail-Yaşar-Platz, benannt nach İsmail Yaşar (1955–2005), dem Inhaber eines Imbissstandes, der als das sechstes Opfer der Mordserie der terroristischen Vereinigung „Nationalsozialistischer Untergrund“ (NSU) gilt. Der Platz liegt im Stadtteil Ludwigsfeld in unmittelbarer Nähe seines Ermordungsortes (Lage).
- Abdurrahim-Özüdoğru-Park, nach Abdurrahim Özüdoğru (1951–2001), dem Inhaber einer Änderungsschneiderei, der als das zweites Opfer der Mordserie der terroristischen Vereinigung „Nationalsozialistischer Untergrund“ (NSU) gilt.[3] (Lage)

### Osnabrück
- Akyürekplatz, kleiner Park im Stadtteil Nahne an der Hauptstraße (Iburger Straße), benannt nach Yilmaz Akyürek[4], prägte nachhaltig die Arbeit des Ausländerbeirates in der Stadt Osnabrück und war durch sein Verständnis für die Lebensumstände und Probleme der Türken Gesprächspartner für zahlreiche Osnabrücker Institutionen, die sich um die Integration ausländischer Mitbürger kümmerten, außerdem setzte er sich besonders dafür ein, dass die Kinder der türkischen Familien in Osnabrück ihren Platz im deutschen Schulsystem finden. Für seine vielfältigen Verdienste gegenüber der Stadt Osnabrück wurde er im Jahr 1999 durch die Verleihung der Bürgermedaille gewürdigt.(Lage)

### Solingen
- Mevlüde-Genç-Platz, nach dem Opfer des Mordanschlags von Solingen Mevlüde Genç (Lage).

## Nach Partnerstädten benannte Straßen und Plätze

### Bonn
- Yalovastraße, benannt nach der türkischen Partnerstadt Yalova (Lage).

### Darmstadt
- Bursastraße, benannt nach der türkischen Partnerstadt Bursa (Lage).

### Dortmund
- Platz von Trabzon, benannt nach der türkischen Partnerstadt Trabzon (Lage).

### Erlangen
- Beşiktaş-Platz, benannt nach der türkischen Partnerstadt Beşiktaş (Lage).

### Frankfurt am Main
- Eskişehirplatz, benannt nach der türkischen Partnerstadt Eskişehir (Lage).

### Fürth
- Marmarisplatz, benannt nach der türkischen Partnerstadt Marmaris (Lage).

### Hamm
- Afyonring, benannt nach der türkischen Partnerstadt Afyonkarahisar. Der Afyonring verbindet die Heessener Straße mit dem Kreisverkehr Sachsenweg/Sachsenring (Lage).

### Köln
- Istanbulstraße, benannt nach der türkischen Partnerstadt Istanbul (Lage).

### Nürnberg
- Antalyastraße, benannt nach der türkischen Partnerstadt Antalya. Die Straße befindet sich im Stadtteil Gärten hinter der Veste und verbindet die Kreulstraße mit dem Nordring (Lage).

### Rottenburg am Neckar
- Yalovastraße, benannt nach der türkischen Partnerstadt Yalova (Lage).

### Siegburg
- Selçukstraße, benannt nach der türkischen Partnerstadt Selçuk (Lage).

## Nach weiteren Motiven benannte Straßen und Plätze

### Berlin
- Marmaraweg, nach der Marmararegion (Lage).
- Am Hellespont, nach einer veralteten Bezeichnung der Dardanellen (Lage).
- Bosporusstraße, nach der Meerenge (Lage).
- Brussaer Weg, nach der Stadt Bursa (Lage).
- Dardanellenweg, nach den Dardanellen (Lage).
- Gallipoliweg, nach der Halbinsel Gelibolu (Lage).
- Goldenes Horn, nach dem Meeresarm des Bosporus (Lage).
- Imbrosweg, nach dem veralteten Namen der Insel Gökçeada (Lage).
- Smyrnaer Weg, nach dem veralteten Namen von Izmir (Lage).

### Paderborn
- Mersinweg, benannt zur Würdigung des Kooperationsvertrag der Universitäten Paderborns und Mersins (Lage).

### Schweinfurt
- Ankarastraße, die ehemalige Ernst-Sachs-Straße wurde 2014 in die wegen einer Barackensiedlung für Gastarbeiter ortsübliche Bezeichnung umbenannt. (Lage).

## Planungsstadium
Als in Planung tauchen in den deutschen Medien immer wieder auf:

### Berlin
- Atatürk-Straße, nach Mustafa Kemal Atatürk, Gründer der modernen Türkei und Asylgeber des Berliner Bürgermeisters Ernst Reuter während der Zeit des „Dritten Reiches“.

### Hamburg
- Kemal-Altun-Platz, nach Cemal Kemal Altun (vgl. Kassel, Kemal-Altun-Platz), mitten in Ottensen gelegen (Lage). Inoffiziell wird der Platz längst nach Altun genannt. Selbst die Hamburger Bürgerschaft benutzt den Namen in ihren Schreiben.

### München
- Fethi-Savaşçı-Straße, nach dem Münchener Schriftsteller Fethi Savaşçı
- Mevlüde-Genç-Straße, nach dem Opfer des Brandanschlags in Solingen Mevlüde Genç[5]